# Državna cesta D203
D203 je državna cesta u Hrvatskoj. 
Cesta spaja granični prijelaz Brod na Kupi (granica sa Slovenijom) s Delnicama. Cesta prolazi kroz naselja Brod na Kupi, Krivac, Mala Lešnica, Donje Tihovo, Gornje Tihovo, Raskrižje Tihovo, Marija Trošt i Delnice.
Ukupna duljina iznosi 11,3 km.